# Jakov Seldovich
Yakov Borisovich Zeldovich ForMemRS (em russo: Я́ков Бори́сович Зельдо́вич, em bielorrusso: Я́каў Бары́савіч Зяльдо́віч; 8 de março de 1914 – 2 de dezembro de 1987), também conhecido como YaB, D.C. foi um destacado físico soviético de origem bielorrussa, conhecido por suas prolíficas contribuições em cosmologia física, física de Reações termonucleares, combustão e fenômenos hidrodinâmicos.
A partir de 1943, Zeldovich, um físico autodidata, iniciou sua carreira desempenhando um papel crucial no desenvolvimento do antigo programa soviético de armas nucleares. Em 1963, retornou à academia para embarcar em contribuições pioneiras sobre a compreensão fundamental da termodinâmica dos buracos negros e expandir o escopo da cosmologia física.

## Biografia

### Primeiros anos e educação
Yakov Zeldovich nasceu em uma família judia bielorrussa na casa de seu avô em Minsk. No entanto, em meados de 1914, a família Zeldovich mudou-se para São Petersburgo. Eles residiram lá até agosto de 1941, quando a família foi evacuada junto com o corpo docente do Instituto de Física Química para Kazan para evitar a Invasão do Eixo da União Soviética.:301 Eles permaneceram em Kazan até o verão de 1943, quando Zeldovich mudou-se para Moscou.
Seu pai, Boris Naumovich Zeldovich, era advogado; sua mãe, Anna Petrovna Zeldovich (nascida Kiveliovich), tradutora de francês para russo, era membro da União dos Escritores. Apesar de ter nascido em uma família judia devota e religiosa, Zeldovich era um "ateu absoluto".
Zeldovich era autodidata. Era considerado como tendo um intelecto notavelmente versátil, e durante sua vida explorou e fez grandes contribuições para uma ampla gama de empreendimentos científicos. A partir de uma oportunidade em maio de 1931, ele garantiu uma nomeação como assistente de laboratório no Instituto de Física Química da Academia de Ciências da União Soviética, e permaneceu associado ao instituto pelo resto de sua vida.:301 Como assistente de laboratório, recebeu instruções preliminares sobre os tópicos envolvidos na química física e construiu sua reputação entre seus superiores no Instituto de Física Química.:301
De 1932 a 1934, Zeldovich frequentou os cursos de graduação em física e matemática na Universidade Estadual de Leningrado (agora Universidade Estadual de São Petersburgo), e posteriormente assistiu a palestras técnicas sobre física introdutória no Instituto Politécnico de Leningrado (agora Universidade Politécnica Pedro, o Grande de São Petersburgo).:301:2–5
Em 1936, ele foi bem-sucedido em sua candidatura para o grau de Candidato a Ciências (equivalente soviético ao PhD), tendo defendido com sucesso sua dissertação sobre o tema da "adsorção e catálise em superfícies heterogêneas".:301 A centralidade de sua tese focou na pesquisa sobre a isoterma de adsorção de Freundlich (ou clássica), e Zeldovich descobriu a fundamentação teórica desta observação empírica.
Em 1939, Zeldovich preparou sua dissertação baseada na teoria matemática da interpretação física da oxidação do nitrogênio, e recebeu com sucesso o título de Doutor em Ciências em física matemática quando foi revisada por Alexander Frumkin.:39–40 Zeldovich descobriu seu mecanismo, conhecido em química física como mecanismo térmico ou mecanismo de Zeldovich.

## Programa soviético de armas nucleares
Zeldovich é considerado um dos principais participantes secretos do projeto nuclear soviético; suas viagens ao exterior foram altamente restritas, para a Europa Oriental, sob estreita segurança soviética.:198–199 Logo após a descoberta da fissão nuclear (pelo químico alemão Otto Hahn em 1939), os físicos russos começaram a investigar o escopo da física de fissão nuclear e realizaram seminários sobre esse tópico; Igor Kurchatov e Yulii Khariton se envolveram em 1940.:79–80
Em maio de 1941, Zeldovich trabalhou com Khariton na construção de uma teoria sobre a cinética das reações nucleares na presença de condições críticas.:81 O trabalho de Khariton e Zeldovich foi estendido a teorias de ignição, combustão e detonação; estas explicavam características que anteriormente não haviam sido corretamente previstas, observadas ou explicadas.:82 A teoria moderna da detonação, consequentemente, é chamada de teoria Zeldovich-von Neumann-Dohring, ou ZND, e seu desenvolvimento envolveu tediosos cálculos de nêutrons rápidos; este trabalho havia sido atrasado devido à invasão alemã da União Soviética, que obstruiu o progresso das descobertas que em junho de 1941 seriam desclassificadas.:82 Em 1942, Zeldovich foi transferido para Kazan e encarregado pelo Comissariado do Povo de Munições de realizar trabalhos em pólvoras convencionais para serem fornecidas ao Exército Soviético, enquanto Khariton foi solicitado a projetar novos tipos de armamento convencional.:87–88
Em 1943, Josef Stalin decidiu lançar uma corrida armamentista de armas nucleares, sob a responsabilidade de Igor Kurchatov; este último solicitou a Stalin que transferisse Zeldovich e Khariton para Moscou, no programa de armas nucleares.:87–88 Zeldovich ingressou na pequena equipe de Igor Kurchatov neste laboratório secreto em Moscou para iniciar o trabalho na teoria da combustão nuclear, e tornou-se chefe do departamento teórico no Arzamas-16 em 1946.
Com Isaak Gurevich, Isaak Pomeranchuk e Khariton, Zeldovich preparou um relatório científico sobre a viabilidade de liberar energia através da fusão nuclear desencadeada por uma explosão atômica, e o apresentou a Igor Kurchatov. Zeldovich havia se beneficiado do conhecimento físico e técnico fornecido pelo físico alemão Klaus Fuchs e pelo físico americano Theodore Hall, que trabalharam no Projeto Manhattan americano para desenvolver armas nucleares.:89–90
Em 1949, Zeldovich liderou uma equipe de físicos que realizou o primeiro teste nuclear, o RDS-1, baseado aproximadamente no design americano Fat Man obtido através dos espiões atômicos nos Estados Unidos, embora tenha continuado seu trabalho fundamental sobre teoria explosiva.:89–90 Zeldovich então começou a trabalhar na modernização dos designs sucessivos da arma nuclear e inicialmente concebeu a ideia da bomba de hidrogênio para Andrei Sakharov e outros.:89–90 No curso de seu trabalho em armas nucleares, Zeldovich realizou trabalho pioneiro em hidrodinâmica de radiação e física da matéria sob alta pressão.
Entre 1950 e 1953, Zeldovich realizou cálculos necessários para a viabilidade da bomba de hidrogênio que foram verificados por Andrei Sakharov, embora os dois grupos trabalhassem em paralelo no desenvolvimento da fusão termonuclear. No entanto, foi Sakharov que mudou radicalmente a abordagem para a fusão termonuclear, auxiliado por Vitaly Ginzburg em 1952.:56–57 Ele permaneceu associado ao programa de testes nucleares, enquanto chefiava os laboratórios experimentais em Arzamas-16 até outubro de 1963, quando deixou o cargo para a academia.:38–40

## Academia e cosmologia
Em 1952, Zeldovich começou a trabalhar no campo das partículas elementares e suas transformações. Ele previu o decaimento beta de um méson pi. Junto com Semyon Gershtein, ele notou a analogia entre as interações fracas e eletromagnéticas, e em 1960, previu o fenômeno de catálise por múon (mais precisamente, a fusão dt catalisada por múon). Em 1977, Zeldovich junto com  ru foi premiado com a Medalha Kurchatov, o mais alto prêmio em física nuclear da União Soviética. A citação foi "por previsão de características de nêutrons ultrafrios, sua detecção e investigação". Ele foi eleito acadêmico da Academia de Ciências da URSS em 20 de junho de 1958. Foi chefe de divisão no Instituto de Matemática Aplicada da Academia de Ciências da URSS de 1965 até janeiro de 1983.

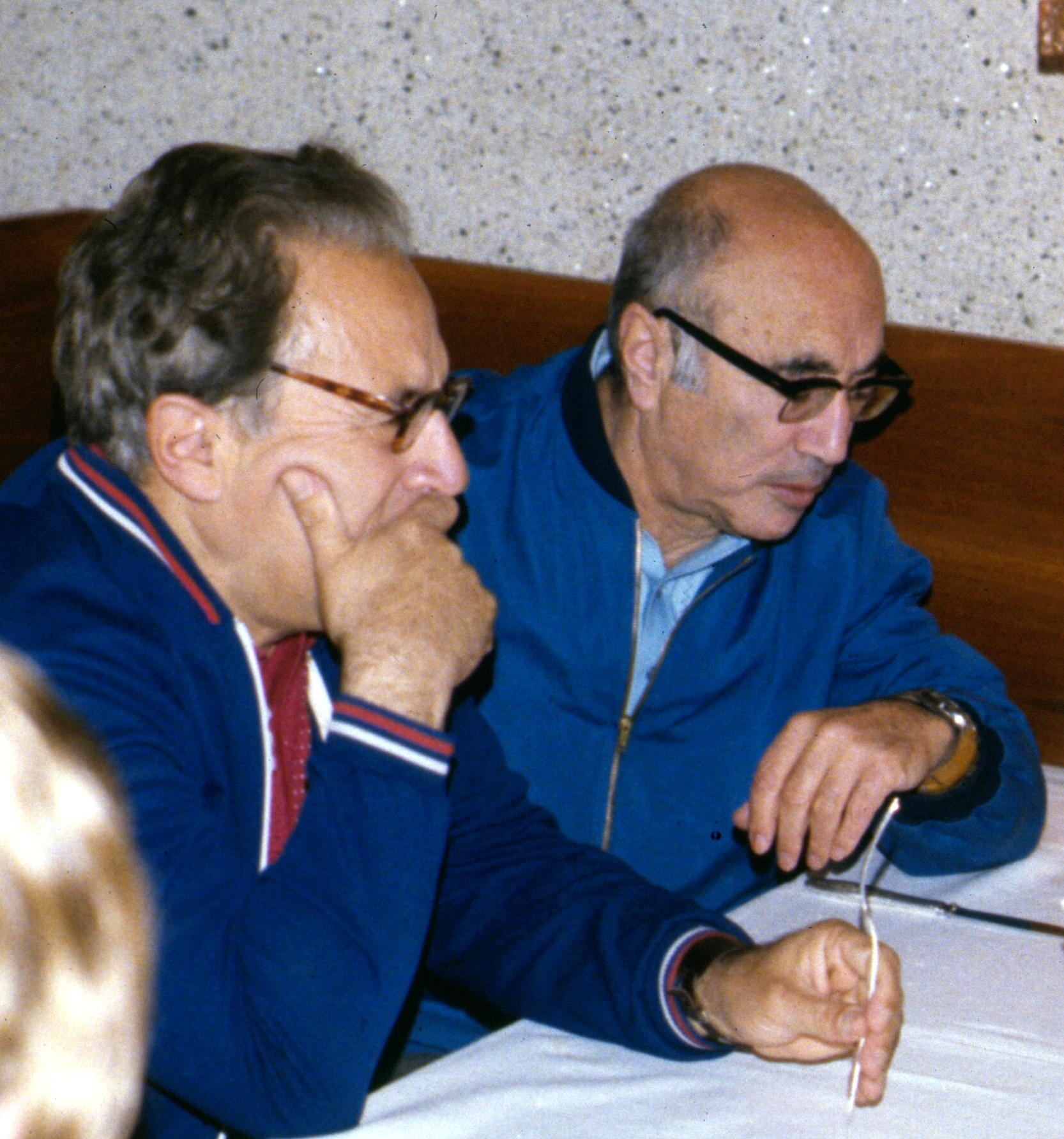
Zeldovich (direita) com o astrofísico Iosif Shklovsky em 1977

No início da década de 1960, Zeldovich começou a trabalhar em astrofísica e cosmologia física. Em 1964, ele e independentemente Edwin Salpeter foram os primeiros a sugerir que discos de acreção ao redor de buracos negros massivos são responsáveis pelas enormes quantidades de energia irradiadas por quasares. A partir de 1965, foi professor no Departamento de Física da Universidade Estadual de Moscou e chefe da divisão de Astrofísica Relativística no Instituto Astronômico Sternberg. Em 1966, ele e Igor Novikov foram os primeiros a propor a busca por candidatos a buracos negros entre sistemas binários nos quais uma estrela é opticamente brilhante e obscura em raios-X e a outra opticamente obscura mas brilhante em raios-X (o candidato a buraco negro).
Zeldovich trabalhou na teoria da evolução do universo quente, nas propriedades da radiação de fundo em micro-ondas, na estrutura em larga escala do universo e na teoria dos buracos negros. Ele previu, com Rashid Sunyaev, que a radiação cósmica de fundo deveria sofrer espalhamento Compton inverso. Isso é chamado de efeito Sunyaev-Zeldovich, e medições por telescópios como o Atacama Cosmology Telescope e o South Pole Telescope o estabeleceram como uma das principais sondas observacionais da cosmologia de aglomerados. Zeldovich contribuiu com insights perspicazes sobre a natureza da estrutura em larga escala do universo, em particular, através do uso da teoria da perturbação Lagrangiana (a aproximação de Zeldovich) e da aplicação da abordagem da equação de Burgers via aproximação de adesão.
Em 1974, em colaboração com A. G. Polnarev, sugeriu a existência de um efeito de memória gravitacional, pelo qual um sistema de partículas em queda livre inicialmente em repouso relativo são deslocadas após a passagem de uma explosão de radiação gravitacional.

### Termodinâmica dos buracos negros
Zeldovich desempenhou um papel fundamental no desenvolvimento da teoria da evaporação de buracos negros devido à radiação Hawking. Zeldovich e Charles W. Misner concomitantemente previram a possibilidade de geração de partículas por buracos negros de Kerr em rotação em 1971, 1972. Anteriormente, em 1965, Zeldovich havia previsto que os buracos negros de Kerr dividiriam as linhas de emissão de fótons como em um efeito Zeeman. Durante a visita de Stephen Hawking a Moscou em 1973, os cientistas soviéticos Zeldovich e Alexei Starobinsky mostraram a Hawking que, de acordo com o princípio da incerteza da mecânica quântica, buracos negros em rotação deveriam criar e emitir partículas.

## Prêmios e homenagens
Igor Kurchatov o chamou de "gênio" e Andrei Sakharov o chamou de "um homem de interesses científicos universais". Após a primeira reunião em Moscou, Stephen W. Hawking escreveu a Zeldovich: "agora eu sei que você é uma pessoa real e não um grupo de cientistas como Bourbaki".  Ele foi membro da Academia Americana de Artes e Ciências (1975), Academia Nacional de Ciências dos Estados Unidos (1979) Sociedade Filosófica Americana (1979).
- Medalha Dirac do ICTP (1985)
- Medalha Bruce (1983)
- Medalha de Ouro da Royal Astronomical Society (1984).
- Medalha Kurchatov (1977)
- Três vezes Herói do Trabalho Socialista (1949, 1953, 1957)
- Prêmio Stalin (1943, 1949, 1951, 1953)
- Prêmio Lenin (1957)
- Três Ordens de Lenin (1949, 1962, 1974)
- Duas Ordens da Bandeira Vermelha do Trabalho (1945,1964)
- Ordem da Revolução de Outubro (1962)
- Um asteróide 11438 Zeldovich foi nomeado em sua homenagem em 2001.

## Publicações

### Livros
- Zel'dovich Ya.B., Ruzmaikin A.A. (2015). Dynamo Problems in Astrophysics. [S.l.]: Cambridge Scientific Publishers. ISBN 978-1908106445
- Zel'dovich Ya.B., Novikov I.D. (2014). Stars and Relativity. [S.l.]: Dover
- Zel'dovich Ya.B., Raizer Yu.P. (2012). Physics of Shock Waves and High-Temperature Hydrodynamic Phenomena, Volume 1. [S.l.]: Dover
- Zel'dovich Ya.B., Raizer Yu.P. (2012). Physics of Shock Waves and High-Temperature Hydrodynamic Phenomena, Volume 2. [S.l.]: Dover
- Perelomov A. M., Zel'dovich Ya.B. (1999). Quantum Mechanics: Selected Topics. [S.l.]: World Scientific. ISBN 978-9810235505
- Zel'dovich Ya.B., Myskis A. D. (1976). Elements of Applied Mathematics. [S.l.]: Mir Publishers
- Zel'dovich Ya.B., Myskis A. D. Elements of Mathematical Physics. [S.l.: s.n.]
- Zel'dovich Ya.B. (1993). Selected Works of Yakov Borisovich Zeldovich: Particles, Nuclei, and the Universe. [S.l.]: Princeton University Press. ISBN 978-0691087429
- Zel'dovich Ya.B. (1992). Selected Works of Yakov Borisovich Zeldovich: Chemical Physics and Hydrodynamics. [S.l.]: Princeton University Press. ISBN 978-0691085944
- Zel'dovich Ya.B. (1992). My Universe: Selected Reviews. [S.l.]: Routledge. ISBN 978-3718650040
- Zel'dovich Ya.B., Ruzmaikin A.A., Sokoloff D.D. (1990). Magnetic Fields in Astrophysics. [S.l.]: Gordon & Breach Science Pub. ISBN 978-0677223308
- Zel'dovich Ya.B., Ruzmaikin A.A., Sokoloff D.D. (1990). The Almighty Chance. [S.l.]: World Scientific. ISBN 978-9971509163
- Zel'dovich Ya.B., Barenblatt G., Librovich V.B., Makhviladze G.M. (1985). The Mathematical Theory of Combustion and Explosions. [S.l.]: Consultants Bureau. ISBN 978-0306109744
- Zel'dovich Ya.B., Pilipetsky N.F., Shukunov V.V. (1985). Principles of Phase Conjugation. [S.l.]: Springer. ISBN 978-3-662-13573-0
- Zel'dovich Ya.B., Novikov I.D. (1983). Relativistic Astrophysics: The Structure and Evolution of the Universe vol 2. [S.l.]: University of Chicago Press. ISBN 978-0226979571
- Zel'dovich Ya.B., Novikov I.D. (1971). Relativistic Astrophysics: Stars and Relativity vol 1. [S.l.]: University of Chicago Press. ISBN 978-0226979557
- Zel'dovich Ya.B., Raizer Yu.P. (1968). Elements of Gasdynamics and the Classical Theory of Shock Waves. [S.l.]: Academic Press
- Zel'dovich, Yakov B.; Kompaneets, Aleksandr Solomonovich (1960). Theory of Detonation. [S.l.]: Academic Press
- Zel'dovich Ya.B., Yaglom I.M. (1988). Higher mathematics for beginning physicists and engineers. [S.l.]: Prentice Hall. ISBN 978-0133876482
- Zeldovich Ya. B. (1946). Theory of shock waves and introduction to gas dynamics. [S.l.: s.n.]